# 経絡治療学会
経絡治療学会（けいらくちりょうがっかい、英: Traditional Japanese Medicine）とは、鍼灸師・柳谷素霊、井上恵理、岡部素道、岡田明祐、近喰原民、西沢生恵、合馬仁、小椋章道、末岡孝、戸部宗七郎、中島無得、吉森三樹、谷田部康之、世話人・竹山晋一郎、町田昌彦らが設立した弥生会（1939年～1940年）を前身とし、東邦医学会（1941年設立）を経て、誕生した。
- 初代会長・岡部素道→二代目会長・岡部素明→三代目会長・岡田明三（2001年～）

## 概要
主に経絡治療を重視した鍼灸を研究対象とする。東洋医学に伝わる脈診や腹診、舌診などの診察方法を重視してほどこす。創設当初から学術論文など幅広い書籍の発行を行ってきた。
毎年8月、経絡治療の向上を図るため夏期大学を開いて、2008年時点で50年目を迎えた。生の脈診や経絡治療が学べる。鍼灸師のみならず、鍼灸大学・専門学校の学生も参加できる。多くの20～30代の鍼灸師、鍼灸大学・専門学校の学生が占める。

## 修了証
はり師・きゅう師の免許保持者は夏期大学の課程を修了すると、東洋療法研修試験財団から修了証が授与される。
レベルによって普通科（新規および再受講希望者）、高等科（普通科修了者）、研究科（高等科修了者）、研修科（研究科修了者）に分かれている。

## 総会
年次総会「経絡治療学会学術大会」を開き、報告を行う。第34回は広島に会場を設け、会期は2019年3月23日–同24日である。

## 主な出版物
- 岡部素明、岡田明三、首藤傳明、池田政一、相澤 良、樋口秀吉 『日本鍼灸医学　経絡治療・基礎編』（改訂者）大上勝行、山本文弘、菊池達矢、馬場道啓、大木健二、中根 一、戸田隆史、船水隆広、橋本 厳、阿江邦公。増補改訂版、2008年、NCID BA75947000。非売品[3]。
- 『日本鍼灸医学　経絡治療・臨床編』[4]
- 遠藤了一『難経入門』
- CD-ROM版『東洋鍼灸医学　経絡治療』機関誌1-160号の合巻[5]。

### 学会誌
1965年（昭和40年）4月1日創刊の学会誌『経絡治療』を年4回刊行し会員に配る。2023年1月時点で第228号（2月号）を数え続刊。
2005年（平成17年）2月15日に初号から第160号までCD-ROMにまとめた。
- 『経絡治療』経絡治療学会 編纂、発行2001年。CRID 1570572699317668736。

### 学術論文
2022年時点の学会誌『経絡治療』の掲載論文から一部を最近の順に挙げる。
第230号
- 橋本厳「経絡病証の視点」第230号、2022年。

第229号
- 岡田明三「視野の広い経絡治療」第229号、2022年。

第228号
- 金子宗明「私の経絡治療~効く鍼を追及して~」第228号、2022年2月。
- 橋本厳「経絡病証の視点」第228号、2022年。
- 水上祥典、木戸正雄、光澤弘、武藤厚子、東垣貴宏、信國真理子、吉田俊和、梅津由紀 ほか「23）脈状の検証 §2）「緊脈」」第228号、2022年。。執筆者はほかに古明地紗由美、大窪康之、湯川泉、川村真弓、山口元気。
- 岡田明三「裾野の広い経絡治療」第228号、2022年。
- 帯津良一「がん治療60年の経験から得たこれからの医療と医学」第228号、2022年。

第225号
- 菊池達矢「アレルギー総論及び蕁麻疹の治療」第225号、2021年。

## 学会賞
夏期大学の通算受講回数に応じ、5年表彰、10年表彰の対象とする。閉会式で賞状及び記念品の授与式をとり行う。

## 関連資料
発行年順。
- 日本古医学資料センター 監修『鍼灸医学典籍大系』（1978年、出版科学総合研究所）
  - 『3巻 §黄帝内経素問2』
  - 『4巻 §黄帝内経素問3』
- 巣 元方『校釈 諸病源候論』（1989年、緑書房）
- 桑原 浩榮; Kuwahara, T. Koei; Margulies, Joshua. (2003) Traditional Japanese Acupuncture: Fundamentals of Meridian Therapy. アメリカ合衆国: Complementary Medicine Press, 2003. ペーパーバック版、（英語）（中国語）。ISBN 9780967303444, 0967303443。